# Грудев, Геннадий Владимирович
Геннадий Владимирович Грудев (1796—1895) — гласный Московской городской думы, тайный советник.

## Биография
Родился 21 октября (1 ноября) 1796 года в Костроме, где его отец, Владимир Иванович, из духовного звания, служил мелким чиновником. Мать, Марфа Михайловна — сирота из дворянского рода Зайцевых.
В семь лет, после смерти отца, начал учиться в народном училище. Службу начал 28 августа 1806 года копиистом в Костромской казённой палате; в 1811 году числился служащим в Ардатовское городническом правлении, где прослужил менее года, перейдя вскоре в Костромскую палату окружного суда. В 1813 году вступил в ополчение.
В 1815 году приехал искать службу в Санкт-Петербург. Директор Департамента горных и соляных дел А. Ф. Дерябин не только взял его на службу, но и поселил в своём доме. Некоторое время принимал участие в комиссии по снабжению государства солью. Через некоторое время он стал также трудиться в канцелярии С. С. Уварова. Любовь к цветоводство сблизила его с братом С. С. Уварова Фёдором Семёновичем.
В 1818 году поступил в правление Академии наук, где вскоре занял должность помощника библиотекаря Академии. В 1824 году, по предложению министра финансов, Г. В. Грудев занял место чиновника особых поручений при правлении Государственного заёмного банка, в котором позже исправлял должность директора отделения.
В 1826 году он стал владельцем значительного имения Колюбакино в Рузском уезде Московской губернии.
В 1828 году начал службу в Департаменте уделов. В 1830 году, во время эпидемии холеры заведовал Сретенским домом для больных. Спустя некоторое время ему было поручено исправлять должность управляющего Московской удельной конторой, в 1832 году он был утверждён в этой должности, но уже 15 февраля 1834 года вышел в отставку. Женился на воспитаннице князя Ивана Фёдоровича Барятинского Анастасии Ивановне Загряжской (урожд. Бибитинская; 1797—1866), получив в приданое около тысячи душ крепостных.
Вернулся на службу 3 декабря 1837 года. В 1839 году он был избран дворянством посредником по Подольскому уезду Московской губернии. В 1845 году Грудев занимал должность чиновника особых поручений по Министерству народного просвещения. В 1850 году вышел в отставку.
В 1866 году он был избран почётным мировым судьёй, а в 1869 году занял должность председателя съезда мировых судей 1-го московского округа; 19 ноября 1870 года был произведён в действительные статские советники. В 1871 году Грудев стал членом Совета Московской глазной больницы; в 1875 году он был избран председателем совета этой больницы и оставался в этом звании в течение 20 лет. Он был также председателем Комитета по призрению и разбору нищих и старшим гласным в Московской думе; состоял представителем города в Московском губернском земстве.
В 1885 году, 26 июня, был произведён в тайные советники.
Умер 12 (24) декабря 1895 года в Москве, в 6 часов вечера. Похоронен на Ваганьковском кладбище вместе с Т. С. Якимовой.

## Награды
- орден Св. Владимира 4-й ст. (1827)
- орден Св. Анны 2-й ст. (1832)
- орден Св. Владимира 3-й ст. (1876)
- орден Св. Станислава 1-й ст. (1879)
- орден Св. Анны 1-й ст. (1883)
- орден Св. Владимира 2-й ст. (1889)
- орден Белого орла (1893)